# Докоснати от слънцето
„Докоснати от слънцето“ (на гръцки: Μπρούσκο) е гръцка сапунена опера, излязла на телевизионния екран през 2013 г.

## Излъчване
| Сезон | Сезон | Епизоди | Начало на сезона  | Край на сезона | Всички епизоди | ТВ сезон    | ТВ канал |
| ----- | ----- | ------- | ----------------- | -------------- | -------------- | ----------- | -------- |
|       | 1     | 193     | 29 септември 2013 | 29 юни 2014    | 1 – 193        | 2013 – 2014 | ANT1     |
|       | 2     | 193     | 28 септември 2014 | 28 юни 2015    | 194 – 386      | 2014 – 2015 | ANT1     |
|       | 3     | 193     | 27 септември 2015 | 24 юни 2016    | 387 – 579      | 2015 – 2016 | ANT1     |
|       | 4     | 193     | 2 октомври 2016   | 10 юли 2017    | 580 – 772      | 2016 – 2017 | ANT1     |

## Актьорски състав
- Апостолис Тоцикас – Сифис Янакакис
- Андреас Георгиу – Ахилеас Матеу
- Елени Вайцу – Мелина Ангелидаки
- Варвара Ларму – Анастасия Янакаки
- Йоргос Зениос – Диамандис Николау
- Евелина Папулия – Дафни Крондира
- Джойс Евиди – Константина Елефтериу
- Джули Цолка – Василики Пападаки
- Александрос Парисис – Минас Дукакис
- Кулис Николау – Матеос Матеу
- Джон Какоулакис – Сифалакис

## В България
В България сериалът започва излъчване на 6 март 2017 г. по Диема Фемили всеки делник от 20:00 часа, като по-късно е преместен от 19:00 часа и завършва на 28 ноември. На 29 май 2018 г. започва повторно излъчване по Нова телевизия всеки делник от 01.30 часа. Излъчен е само първи сезон. На 16 септември 2022 г. започва отначало по AXN White. На 21 юни 2023 г. започва премиерно втори сезон. На 28 март 2024 г. започва трети сезон. Ролите се озвучават от Христина Ибришимова, Яница Митева, Нина Гавазова, Силви Стоицов, Христо Узунов и Александър Воронов.